# Arcidiocesi di Trebisonda
L'arcidiocesi di Trebisonda (in latino Archidioecesis Trapezuntina) è una sede soppressa e sede titolare della Chiesa cattolica.

## Storia
Nel XIII e XIV secolo Trebisonda, sul mar Nero, fu sede di un'importante colonia genovese. Dal 1289 esisteva in città un monastero francescano, mentre nel 1315 Andrea della Terza aveva fondato un convento domenicano. Inoltre Trebisonda era sede del Custode della vicaria Orientalis.
Nella bolla di istituzione della sede metropolitana di Vospro (5 luglio 1333), tra le diverse diocesi suffraganee è compresa anche Trebisonda, presumibilmente eretta in quest'occasione.
Non si conosce tuttavia la data di nomina del primo vescovo, Antonio. Fece parte nel 1344 di un'importante ambasciata del catholicos armeno a papa Clemente VI in vista dell'unione della Chiesa apostolica armena con la Chiesa cattolica; non potendo rientrare nella sua diocesi a causa di sommosse antilatine a Trebisonda, fu nominato vescovo di Galtellì in Sardegna. Anche il suo successore, Mathieu, non lasciò mai la sua sede di Cambrai: il papa dovette concedergli dei benefici, visto che non poteva vivere delle entrate della sua diocesi. Terzo vescovo fu Cosma, episcopus Traphasonensis, il quale tuttavia risedette tre anni alla corte papale di Avignone prima di essere trasferito a Saraj.
Seguono altri vescovi, come riporta la cronotassi di Eubel, che secondo Richard comprende vescovi titolari, ma anche probabili vescovi residenziali. La lista delle diocesi alle quali è inviato un collettore apostolico nel 1429 non comprende più Trebisonda.
Dal XVII secolo Trebisonda è annoverata tra le sedi arcivescovili titolari della Chiesa cattolica; la sede è vacante dal 16 luglio 1969.

## Cronotassi

### Vescovi
- Antonio † (? - 13 luglio 1345 nominato vescovo di Galtellì)
- Mathieu, O.C. † (prima di ottobre 1345 - 1359 deceduto)
- Cosma, O.F.M. † (prima di novembre 1359[4] - 17 giugno 1362 nominato arcivescovo di Saraj)
- Ludovico † (? - 28 gennaio 1376 nominato vescovo di Stefaniaco)
- Alessandro, O.F.M. † (? - 3 settembre 1387 nominato vescovo di Caffa)
- Giovanni (Mundel), O.F.M. † (? - ? deceduto)
- Bartolomeo, O.E.S.A. † (14 novembre 1390 - ? deceduto)
- Michele Petri, O.S.B. † (22 maggio 1405 - ?)
- Michele, O.F.M. † (23 ottobre 1409 - ?)
- Nicola di Gamundia, O.F.M. † (2 dicembre 1409 - ? deceduto)
- Paulus Marklini de Heilbronn, O.F.M. † (31 gennaio 1414 - ?)
- Marco Viaro, O.F.M. † (11 aprile 1427 - ? deceduto)
- Gregorio di Corsanegro, O.S.B. † (14 marzo 1429 - ? deceduto)

### Arcivescovi titolari
- Simone Brosio Horstein † (24 agosto 1626 - 13 gennaio 1642 deceduto)
- Crispin Fuk von Hradiste, O.Praem. † (18 aprile 1644 - 23 agosto 1653 deceduto)
- Agostino Franciotti † (4 maggio 1654 - febbraio 1670 deceduto)
- Francesco Casati † (2 giugno 1670 - 16 ottobre 1702 deceduto)
- Carlos Borja Centellas y Ponce de León † (20 luglio 1705 - 21 giugno 1721 nominato cardinale presbitero di Santa Pudenziana)
- Vincenzo Santini † (28 maggio 1721 - prima del 30 luglio 1728 deceduto)
- Alexius Antonius von Nassau † (20 settembre 1728 - ?)
- Antonio Luigi Piatti † (13 agosto 1821 - 2 ottobre 1837 nominato patriarca di Antiochia)
- George Errington † (30 marzo 1855 - 19 gennaio 1884 deceduto)
- Edmund Stonor † (11 febbraio 1889 - 28 febbraio 1912 deceduto)
- Teodoro Valfrè di Bonzo † (13 settembre 1916 - 15 dicembre 1919 nominato cardinale presbitero di Santa Maria sopra Minerva)
- Giuseppe Antonio Zucchetti, O.F.M.Cap. † (8 marzo 1920 - 1º giugno 1931 deceduto)
- Carlo Alberto Ferrero di Cavallerleone † (28 ottobre 1944 - 16 luglio 1969 deceduto)